# Bill Berkson
Bill Berkson (William Craig Berkson), né le 30 août 1939 à Manhattan, mort le 16 juin 2016 dans l'aire urbaine de la région de la baie de San Francisco est un poète, critique littéraire, essayiste, directeur de la publication et professeur d'université américain. Il est une des figures majeures du groupe dit de la New York School.

## Biographie

### Jeunesse et formation
Bill Berkson, est le fils de Eleanor Lambert Berkson d'origine presbytérienne, une publicitaire de mode intégrée à la Cafe Society, et de son second mari, Seymour Berkson, rédacteur en chef du New York Journal-American,, descendant de juifs baltes.
Après ses études primaires et secondaires à la Trinity School (New York) (en) de Manhattan, puis à la Lawrenceville School (en) dans le New Jersey, il est accepté en 1957 à l'université Brown (Providence, Rhode Island), pour passer son Bachelor of Arts en 1959. Puis à la mort de son père en 1959, il retourne s'installer à New York. Il entre simultanément à l'université Columbia (1959 - 1960) et à la New School for Social Research (1959 - 1961) où il suit les cours de Kenneth Koch pour finir ses études au New York University Institute of Fine Arts (1960-1961),,,,.
Pendant ses études il approfondit sa connaissance  de poètes tels que Whitman, Rimbaud, Williams, Stevens, Auden, Lorca, Pasternak, Max Jacob et Apollinaire, ainsi que de poètes contemporains qui deviendront ses amis : Frank O 'Hara et John Ashbery. Frank O'Hara et lui partagèrent une étroite amitié, aussi Berkson publie à titre posthume des œuvres de O'Hara Homage to Frank O'Hara et In Memory of My Feelings,,.

### Carrière
En 1963, à l'âge de vingt-trois ans, Berkson commence sa carrière d'enseignant à la New School et à l'université Yale, de 1963 à 1968 il aura notamment pour élèves Peter Schjeldahl (en), Michael Brownstein, Frances LeFebvre Waldman, Annette Hayn, Musa McKim (en), Bernadette Mayer, Carter Ratcliff (en), Rebecca Wright, et Hatti (plus tard Patti Smith),,.
Bill Berkson publie son premier recueil de poèmes Saturday Night en 1961.   
En 1971, il part s'installer à Bolinas, en Californie, où il fonde un magazine littéraire, Big Sky, et une petite maison d'édition, Big Sky Books,,.
Au milieu des années 1980, il contribue à des revues littéraires diverses comme Artforum, ART News, Artcritical, Art on Paper et d'autres,,.
En 1984, il reprend l'enseignement et donne des cours et des conférences d' histoire de l' art et de littérature anglaise au San Francisco Art Institute  dont il deviendra le doyen par intérim en 1990 puis directeur du département de littérature et de sciences humaines de 1993 à 1998. Retraité du San Francisco Art Institute en 2008 il accède à l'éméritat. Au cours de la même période, il a également été membre du corps professoral de l'Université Naropa (en), du California College of Arts and Crafts, Mills College,,.
Ses poèmes ont été publiés dans de nombreux magazines et anthologies et ont été traduits en français, russe, hongrois, néerlandais, tchéque, roumain, italien, allemand et espagnol.

### Vie privée
Bill Berkson épouse Lynn O'Hare en 1975, le couple donne naissance à un fils, Moses, et une fille, Siobhan, ils divorcent en 1996. En 1998, il épouse en secondes noces Constance Lewallen, une conservatrice de musée ,,.
Bill Berkson meurt le jeudi 16 juin 2016, des suites d'un infarctus.

## Archives
Ses manuscrits sont disponibles et consultables auprès de la bibliothèque de l'université du Connecticut.

## Œuvres

### Recueils de poèmes
- Saturday Night: Poems 1960–61, éd. Tibor de Nagy Gallery Editions, 1961.
- Shining Leaves, éd. Angel Hair Books, 1969,
- Recent Visitors, éd. Angel Hair Books, 1973,
- Enigma Variations, éd. Big Sky, 1975,
- Blue Is the Hero: Poems 1960–1970, éd. L Publications, 1976,
- Start over, éd. Tombouctou Books, 1983,
- Lush Life, éd. Z Press, 1984,
- Serenade : Poetry and Prose 1975-1989, Cambridge, Massachusetts, Zoland Books, 2000, 148 p. (ISBN 9781581950168, OCLC 43109964, lire en ligne),
- Fugue State, Cambridge, Massachusetts, Zoland Books, 2001, 84 p. (ISBN 9781581951042, OCLC 46685071, lire en ligne),
- Gloria, éd. Arion Press, 2005,
- Our Friends Will Pass Among You Silently, éd. Owl Press, 2007,
- Bill, éd. Gallery 16 Editions , 2008,
- Portrait and Dream : New and Selected Poems, Minneapolis, Minnesota, Coffee House Press, 2009, 328 p. (ISBN 9781566892292, lire en ligne),
- Repeat After Me, éd.  Gallery Paule Anglim, 2011,
- Expect Delays, éd. Coffee House Press, 2014[15],
- Invisible Oligarchs, éd. Ugly Duckling PR, 2016,

### Essais, correspondance et autres écrits
- ret Exhibition: Six California Artists, co-écrit avec Rebecca Solnit, éd. City Lights Books, 1991
- Ronald Bladen : Early and Late, éd. Musée d'Art moderne de San Francisco, 1991,
- Ernie Gehr : 1995 Adaline Kent Award , éd. San Francisco Art Institute, 1995,
- Hymns of St. Bridget and Other Writings, co-écrit avec Frank O'Hara, éd. Owl Press, 2001,
- Bill Berkson, Inez Storer (préf. Rebecca M. Schapp), Theatrical Realism : The Art of Inez Storer: de Saisset Museum, Santa Clara University, September 27-December 7, 2003, Santa Clara, Californie, Saisset Museum Santa Clara University, 28 janvier 2003, 68 p. (ISBN 9780974363400, lire en ligne),
- The Sweet Singer of Modernism & Other Art Writings 1985-2003, éd. Qua Books, 2004,
- What's Your Idea of a Good Time? : Interviews and Letters 1977-1985  (interviews menées par  Bernadette Maye), Berkeley, Californie, Tuumba Press, 1er janvier 2006, 226 p. (ISBN 9781931157087),
- David Park : The 1930s and '40s, éd.  Hackett -Freedman Gallery, 2006,
- Sudden Address, éd. Cuneiform Press, 2007,
- For the Ordinary Artist : Short Reviews, Occasional Pieces and More, Buffalo, New York, Blazevox Books, 30 novembre 2010, 285 p. (ISBN 9781609640057),
- Since When : A Memoir in Pieces, Minneapolis, Minnesota, Coffee House Press, 6 novembre 2018, 256 p. (ISBN 9781566895293),

### Éditeur
- In Memory of My Feelings, par Frank O'Hara, éd. Museum of Modern Art , 1967.
- Bill Berkson (dir.), Homage to Frank O'Hara, Big Sky (réimpr. 1988) (1re éd. 1982), 223 p. (ISBN 9780929844121),

## Prix et distinctions
- 1968 : obtention d'une bourse attribuée par la Poetry Foundation dans le cadre de son programme de bourse[7],[4],
- 1968 : obtention d'une bourse attribuée par la résidence d'artistes Yaddo[7],[4],
- 1973-1977 : obtention de bourses attribuées par la  Coordinating Council of Literary Magazines de la Community of Literary Magazines and Presses (en)[7],[4],
- 1979 : obtention d'une bourse attribuée par le National Endowment for the Arts[7],[4],
- 1983 : obtention d'une bourse attribuée par la fondation Briarcombe fondée par la famille Laird Norton[7],[4],
- 1990 : lauréat du prix de la critique décerné par Artspace[7],[4].

## Pour approfondir

#### Notices dans des encyclopédies et manuels de références
- (en-US) Tracy Chevalier (dir.), Contemporary Poets, Chicago, Illinois, St. James Press, 1er janvier 1991, 1179 p. (ISBN 9781558620353, lire en ligne), p. 57-58. ,
- (en-US) Thomas Riggs (dir.), Contemporary Poets : 7th Edition, Detroit, Michigan, St. James Press, 28 septembre 2000, 1453 p. (ISBN 9781558623491, lire en ligne), p. 71-73. ,
- (en-GB) Ian Hamilton (dir.), The Oxford Companion to Modern Poetry, Oxford, Oxfordshire, Oxford University Press, G.B, 16 mai 2013, 719 p. (ISBN 9780199640256, lire en ligne), p. 41. ,

#### Articles
- (en-US) Simon Schuchat, « For Bill Berkson », Chicago Review, vol. 25, no 3,‎ 1973, p. 175 (1 page) (lire en ligne ),
- (en-US) Robert Glück, « Bill Berkson in conversation with Robert Glück », Jacket, no 29,‎ avril 2006 (lire en ligne),
- (en-US) Victoria Fleischer, « Be like poet Bill Berkson and start kissing anyone you can find » , sur PBS, 12 janvier 2015,
- (en-US) Tim Keane, « Clues If Not the Keys: New Poetry from Bill Berkson », sur Hyperallergic, 19 avril 2015
- (en-US) William Grimes, « Bill Berkson, Poet and Art Critic of ’60s Manhattan In-Crowd, Dies at 76 », sur The New York Times, 22 juin 2016.
- (en-US) John McMurtrie, « Bill Berkson, San Francisco poet, art critic and teacher, dies », sur SFGate, 16 juin 2016. ,
- (en-US) Andrew Epstein, « Bill Berkson (1939-2016) and Frank O’Hara: “Bill’s School of New York” », sur Locus Solus: The New York School of Poets, 17 juin 2016. ,
- (en-US) Dan Piepenbring, « Bill Berkson, 1939–2016 », sur The Paris Review, 16 juin 2016,
- (en-US) Barbara A. Macadam, « Remembering Bill Berkson, Poet, Critic, and Teacher, 1939–2016 », sur ART News, 22 juin 2016,
- (en-US) Patricia Maloney, « I Went to the Museum to Look at a Painting and Think about Bill », sur KQED, 22 juin 2016,
- (en-US) Jarrett Earnest, « Bill Berkson (1939 – 2016), “We were Designed for Heaven” », sur The Brooklyn Rail, juillet - août 2016,